# Dr.スランプ
『Dr.スランプ』（ドクタースランプ、Dr.SLUMP）は、鳥山明による日本の漫画。

## 概要
『週刊少年ジャンプ』（集英社）において、1980年5・6合併号（1・2話を同時掲載）から1984年39号まで連載され、『月刊少年ジャンプ』2007年4月号には2007年特別編が掲載された。全18巻の単行本以外にも1991年に愛蔵版、1995年から1996年に文庫版、2006年から2007年に完全版が発売されている。第27回（1981年度）小学館漫画賞受賞作品。
ペンギン村に住む発明家である則巻千兵衛が作った女の子タイプの人間型ロボット（アンドロイド）・則巻アラレを中心とした、ペンギン村に住む住民たちのハチャメチャな日常を描いたギャグ漫画。基本は1話完結だが、千兵衛とみどりの新婚旅行や、運動会の話など複数回に渡って続くエピソードもあった。
当初、鳥山は則巻千兵衛を主人公として毎回発明品で失敗する、という方向性でストーリーを構想していたが、最終的には担当編集者の鳥嶋和彦の強い意向を汲み入れ、アラレを主人公に据えて展開された。また、本作が短期打ち切りとなった時のことを配慮し、連載開始前からすでに鳥嶋と次回作の打ち合わせをしていたことも明かしている。
鳥山が大の車好きということもあり、一時期は毎回扉絵にアラレたちが自動車を運転するシーンが多く描かれたほどだったが、あまりに描きすぎたことから鳥嶋に注意されてしまった、というエピソードもあった。このように大概は鳥嶋の意向を汲んできた鳥山であったが、自身は恋愛漫画を描くのが大の苦手であり、鳥嶋から出されたアラレとオボッチャマンほかのラブシーンの要求には気が進まず拒否した。実際に、作中では千兵衛とみどりが結婚した際もギャグタッチのプロポーズシーンで済ませたほどであり、その他のキャラクターたちの恋愛エピソードも多くは描かれていない。
1981年4月には『Dr.スランプ アラレちゃん』のタイトルでアニメ化され、視聴率36.9%というアニメ視聴率の歴代3位を記録する大ブームを巻き起こした。主にアラレのキャッチーなキャラクターが大いに受け、原作が少年誌掲載でありながらも、その人気は女性や未就学児にまで広がった。
同年12月に発売されたジャンプ・コミックスの第5巻はアニメのヒットに伴い、それまで『ドラえもん』が保持していた日本におけるコミック単行本の初版部数（120万部、巻数は不明）を上回る初版130万部を発行。第6巻では初版220万部とその数をさらに伸ばした。単行本の累計発行部数は3000万部を突破している。JC版は2024年の時点でまだ重版されており、現在では『こちら葛飾区亀有公園前派出所』に次いで最古の現行品となっている。
1997年には2度目のアニメ化作品『ドクタースランプ』（以下、第2作）が放送された。原作者の鳥山がキャラクター原案・監修を担当している。また、『Vジャンプ』にて1997年12月号から2000年7月号までリメイク版の『ドクタースランプ』漫画版（原作・監修 / 鳥山明、脚本 / 成田良美、作画 / 山室直儀）が連載された。こちらは単行本化されていないが、2008年3月21日に発売されたTVアニメ『ドクタースランプ』DVD-BOXの特典として復刻コミック化している。

## 登場人物
則巻アラレやその同級生などのペンギン村の面々が主として登場。時折、様々な宇宙人などもゲストキャラクターとして姿を見せる。

## 世界観・地理

### 世界観

#### 年月
| 1月  | ハコフグ           |
| 2月  | ニジマス           |
| 3月  | ホヤガイ           |
| 4月  | ヘラブナ           |
| 5月  | トビウオ           |
| 6月  | イソギンチャク     |
| 7月  | ロボソ（クチボソ） |
| 8月  | ハリセンボン       |
| 9月  | ザリガニ           |
| 10月 | ペンケイガニ       |
| 11月 | プランクトン       |
| 12月 | シーラカンス       |

ペンギン村では日付の月の部分は通常の「XX月」の代わりに、魚などの水棲生物の名前を使用している。小説『Dr.スランプ（映画編）』によると各月との対応は表の通りである。これらの頭文字を繋げると「ハニホヘトイロハザペプシ」となり、ペンギン村の小学園で真っ先に教えられることとされる。年については、本作中では連載時の現実の世界にあわせた西暦が使用されている。作中の季節は掲載当時にあわせてあり、現実にあわせて夏休みやクリスマスなどの話も描かれた。
作中の時間経過は現実にあわせてあり、千兵衛の年齢は連載当初では28歳だったが終盤では33歳になっている。また、アラレたちも進級し、終盤では高校生だったタロウが就職したり、アラレやあかねが自動車の免許を取る話もあった。

#### 住民
人間とともに、人語を話し二足歩行する動物も、数多く在住し、人間と同等の権利を有している。その一方で人語を話さず二足歩行しない動物も棲息。架空の動物や怪獣の類いも数多く在住、あるいは棲息し、モブキャラクターにはモビルスーツなどもおり、かなり混沌とした状況となっている。鳥山が愛知県清洲町（現・清須市）出身ということもあり、その地域で使われる方言の名古屋弁が作中で多用されている。なお、鳥山の死没後、小学館『女性セブン』に掲載された記事での鳥山の知人の証言によると、本作品の舞台であるペンギン村は、鳥山の地元・清須市の自宅周辺を参考に描き、主たるキャラクターもご近所の人がモデルになっていたとされている。
住民の気質は総じてのんきで大らかであり、細かいことは気にしない人々ばかり。作中でも身代金目的の誘拐や、銀行強盗などの凶悪犯罪が何件か発生していた。怪獣が暴れたときにはウルチョラ警察隊が応戦することもあるが、隊員が乗っている戦闘機の武器は投石だけ。家賃が払えなくて追い出されたヤクザが、となり村からペンギン村に初めて現れたときには珍しがって、大勢の村民の前で壇上に昇らせた。第2回ペンギングランプリでアラレが村長になる前は、眼鏡をかけたペンギンが村長だった。『Dr.スランプ アラレちゃん』（以下、アニメ第1作）の千兵衛が警察署長役で登場する話では、村は平和でのんびりとしているようにも見えるが、アホしかいないだけに犯罪件数も決して少なくはないと、治安の悪さを物語るエピソードが存在する。

### 地理
作中では何度もド田舎であることが強調されており、風景は山々や地平線ばかりがのぞき、民家もなだらかな平地や丘陵にまばらにしか存在しない。
海岸には灯台もあり、村には蒸気機関車も走っている。ペンギン村で一番高い山・イチニーノ山ではサンタクロースが弟子の八龍（はーろん）に修行をつけている。レストランはペンギン村の衆にとってあこがれの存在で、ペンギン村では9千円あったら自動車が買えてしまう。村の中学生たちは、地下鉄やエスカレーターも知らなかった。
ゲンゴロウ島には「あげは町」、「モンシロ町」、「カナリア村」があり、ペンギン村の南部にある海峡を隔てた離島には「カモシカ村」がある。高校も、ゲンゴロウ島にはペンギン村村立高等園以外に、アラレに一目惚れした番長が通っているカナリヤ高校もある。

#### 地球
本作の主な舞台となる太陽系の惑星で、神様は「このように美しい星はめったにあるものではない」と称賛している。基本的には現実世界の地球と同じ設定で、作中でも複数の国が描かれており、日本、中華人民共和国、エジプト、ニューヨーク、スイス、フランス、ナイル川、ナナバ王国、チャカボ王国、オーサム地方、北極、南極など、実在の国と架空の土地が入り混じって色々と登場している。
日本ではメインの舞台となるゲンゴロウ島の他に、日本本土で名古屋も登場しており、マシリトは千葉の地名も口にしている。
ペンギン村
ゲンゴロウ島にある村で、本作の主な話の舞台である。住所は動物の名前になっている。日本国内となっており、ゲンゴロウ島は日本列島近海にある島とされているため、中国人の摘一家なども、ペンギン村の住人を日本人と言っている。生徒が少ないため、学校は一クラスのみであり、入学試験などもなく、作中では何度もド田舎であることが強調されている。鳥山は「田舎者なので賑やかな都会は嫌いだから、ペンギン村みたいに相当な田舎なのに色々な物があったりする、やたら都合のいい田舎は自分の理想かもしれないので、ペンギン村には住みたいかもしれない。でも、作品的にペンギン村を田舎にした一番の理由は、家やビルや人ゴミなどを描くのは凄く大変だから」と語っている。
アラレやタロウが自動車運転免許を取得するため入学した「ゲンゴロウ島自動車学校」は、看板に合格率100%と謳っているだけあって、法規のテストはタロウが駐車禁止の標識を正しく答えただけで合格、実地テストは1台しか無い教習車が故障中だったため、タロウは自転車の運転ができただけ、アラレはラジコン戦車の操作ができただけで合格してしまっており、2人ともゲンゴロウ島公安委員会が発行した、普通自動車第一種免許と原付免許の欄に1と刻印された免許証を取得できた。ペンギン村でも原則、普通自動車第一種免許を取得できるのは18歳からだが、ここの教官はアラレに脅されて17歳なのに入学を認め、アラレの法規テストも一時停止の標識を「三角」と答えたのに合格にしている。
大都会島
原作では、スコップが転校してきた回だけ「都会島」という名称が使われたが、アニメでは大都会島と都会島は同じ島の扱いになっており、都会島の名は大都会島の略称として用いられている。日本か外国かの言及はされていない。
高層ビルが建ち並ぶ都会の島。地下鉄やエスカレーターもあるが、ペンギン村と違って怪獣はいない。大都会島大都会市字大都会1-1の住所にある19チャンネルのテレビ局「AHO大都会島テレビ局」で午後3時から生放送されるテレビ番組『世界あのアホ！このアホ！大都会の博士VSどイナカの博士』に千兵衛が呼ばれたときに、アラレたちは初めて上陸したが、アニメでは中学の修学旅行でも行っている。都会島アメリカンハイスクールの野球部がペンギン村高学園にやって来て大高校野球（ベースボール）大会が開催されたこともある。
桑方村（くわがたむら）
千兵衛の父方の祖父が暮らす山奥の田舎。千兵衛の祖父と、その孫・良太は、花火が打ち上がるほどの盛大な見送りを村人からして貰い、牛車でペンギン村へ出発したが、到着するまでに2年かかっている。同じゲンゴロウ島にあるのかは不明。村人はテレビや水洗便所、トランシーバー、ソファー、ジュースを見たことが無く、村人は生まれて初めて見たヘリコプターのことも宇宙船に違いないと大騒ぎした。自動車は3つ向こう村の村長が持っているだけで、シャープペンシルは最近村に1本だけ入荷した。
不思議島（ワンダーアイランド）
吸血鬼の女やドラゴンが生息する島。アッチ池という池にアサガオの種を撒けば太い蔓が雲の上まで伸びて、雲の上には大悪人のギャースカ大魔王がいる。ギャースカ大魔王の涙を材料にする惚れ薬の作り方をビデオレターで父から教わった千兵衛が、アラレたちと上陸した。千兵衛たちはこの島へ飛行マシンのピンポン号で来たが、ペンギン村にワンダーアイランド行きのバス停があり、時刻表には1日に5本の便が書かれていた。
でっかいワニの島
海を泳いで言葉を喋る巨大なワニの背中に山があったり木も生えていて、まるで島のように見える場所。原始人のような少年や、巨大ゴリラ、カニ怪獣、昆虫型の戦闘機や空飛ぶ船に乗った集団が生息している。迂闊に近付いたり島から落ちたりするとワニの餌食になる。
とりしま
ちゅんちゅん鳴く、丸々した巨大な雀の背中にある島。鳥嶋和彦とは関係ない。
鍔北弊（つばぺっぺい）
摘一家が住んでいた、中華人民共和国の山奥にある村。鳥山がタイムマシンで10年後に行った際には、乗って来た烈津號が結局直らなかったため、摘一家の夫婦は修理を諦め、中国ツアーの飛行機で鍔北弊へ帰ったと語られている。
ナナバ王国
カスマット姫の国。人々は昔ながらの独特なテントで暮していて、男たちは頭にターバンを巻いている。トカゲの蒸し焼きなどを食べ、水は井戸で汲む。犬も生息している。
チャカボ王国
カスマット姫をさらってナナバ王国を乗っ取る計画を企んだビスナの住む国。
オーサム地方
ペンザラシや鯨たちが棲息している、あたり一面が氷の世界。

#### その他の舞台
作中では、太陽系の天体以外にも、いろいろな天体が登場する。他には、死後の世界・あの世も登場する。作中の天体はアラレたちによって何度も割られたり粉砕されたりしているが、いつの間にか元通りになっている。どうやって元に戻ったのかアシスタントの松山が尋ねたが、鳥山も答えられなかった。
宇宙には、銀河系を担当する神様がいる。神様は普段、宇宙空間に浮かぶ小さな雲の上に建っている和風の平屋に住んでいて、愚かな文明が栄え取返しの付かないことをしてしまった星があるときは自分の手で消滅させることもある。知的生命体が生まれ始めた星には、部下の天使を送り込んで危険な文明が栄え始めたら食べつくすという任務を与えることも。アラレや千兵衛が暮らす時代の地球は、神様から見て危険な文明が栄え始めた状態にあったらしい。宇宙には宇宙警察もいて、惑星ハナノオエド支部に所属しているヘイジは身長こそ地球人の半分くらいだが、数百万光年の距離を瞬間移動できる機能を備えた宇宙船に乗っている。
作中では、地球以外にも知的生物の住む星が多数あり、占領や壊滅を目的に地球へやってくる凶悪な宇宙人も少なくない。太陽系惑星には地球の他にも民宿や旅籠があるらしく、千兵衛が予定していた新婚旅行は、金星の民宿で1泊して冥王星の旅籠で1泊する、銀河系の旅2泊3日だった。また、作中には登場しないがブビビンマンの故郷のハエブンブ星がある。
また、下記以外にも、水星や金星、火星はアラレとキャラメルマン1号の戦いで登場しており、キャラメルマン1号がぶつかり、ひびが入った。火星はニコチャン大王の初登場回でも出ている。
太陽
声 - 古川登志夫（アニメ第1作）、戸谷公次（アニメ第1作） / 太田真一郎（アニメ第2作）
目と眉毛と口があり、常に陽気な表情をしている。喋ったり、遅刻することもあり、ブタに起こされる。団子などを食べている時もある。太陽の務めをサボったこともあり、皆から怒られている。アラレのパンチによって破壊されたこともある。アニメ第1作ではアマノ岩戸に住み、妻も登場している。
アラレに割られた地球や月は、太陽が絆創膏を貼って治している。
月
声 - 佐藤正治（アニメ第1作）、戸谷公次（アニメ第1作）
太陽と同様に喋ることができる。また、アラレのデカチビ光線銃で巨大化している。アラレやオボッチャマンによって何回も破壊されているが、すぐに戻っている。食事をしたり、夜間に眠っている姿が描かれたこともある。実は、大昔に地球に衝突しそうになった巨大隕石が、たまたまタイムスリッパーでその時代に来たガジラが受け止めてアラレの頭突きで弾き飛ばされ衛星軌道に乗ったものであり、着陸した宇宙飛行士がその痕跡を発見している。
ニコチャン星
太陽系外惑星で、ニコチャン大王、ニコチャン手下の故郷の星。星の形はニコチャン大王の形である。直径約2,000メートル、人口83人と非常に小さい。ニコチャン星人は顔に手足が生えたような体で、消化器官は額の辺りにあり、頭が尻、触角が鼻、足の裏が耳という奇妙な構造をしている。ニコチャン星で乗除算は最新のコンピューターでも解けないらしく、ニコチャン大王とニコチャン家来は簡単な加減算を解くのに何分もかかっていた。また、ニコチャン星と地球では美的感覚がかなり違い、みどりのような地球人の美女はニコチャン星では不美人と認識されており、ニコチャン星における美人は口紅とハイヒールが特徴であるピンク色のニコチャン大王の姿をしている。コマッタチャンに苦しめられていたときは、ニコチャン大王の家族も編み笠を被って大根づくりに精を出していた。
オカカウメ星
太陽系外惑星で、スッパマンやショッパマンの故郷の星。兄のスッパマンと320年ぶりに再会したショッパマンは、この星にある正義学園を卒業して土星の平和を守ることになった。劇場版2作では、マシリトの手下によって壊滅状態にさせられた。
惑星ハナノオエド
地球から約340万光年離れた惑星。この星を宇宙から見ると、桜の花びらのような地形をしている。宇宙警察が使う座標で、距離33822496、方位M11738、J662にあり宇宙警察の支部があり、宇宙警察のヘイジが管轄している。ヘイジら住民は地球人より小柄で、大柄な無法者ベニグモ一家に悩まされていた。
ルマルタ星
虫のような外見で、高度な文明を持つルマルタ星人の母星。自分たちが住めそうな環境なら総攻撃を仕掛けて地球を乗っ取るつもりでやって来た。
竜宮星
スッパマンから虐められていたところをアラレから助けてもらった亀が、お礼として連れてきた竜宮城のような星。アラレたちが帰るときにお土産に玉手箱を渡されたが、アラレがその場で開けたせいで、乙姫とタコ型宇宙人は老人になったが、ロボットのアラレはそのままだった。
エンヤコラ星
アンコウ型の宇宙船が、犬型宇宙人の夫婦に、この星への行き方を尋ねた。
あの世
死ぬと身体から魂が抜け出て、あの世へ行く。魂だけの姿は生きていたときと同じ姿だが、無地で純白のローブ姿になり、頭上に天使の輪が浮かび、背中には白い羽が生える。だが、地獄行きになると横縞の囚人服姿になって輪も羽もなくなる。普通の人間に魂は見えないが、ロボットのアラレには見える。この世をさまよう幽霊の場合、上半身は生前と同じ姿だが、白い三角頭巾と白装束を着け、下半身は足が無い姿になり、人間にも姿が見える。
あの世に着いた魂は、閻魔大王に天国行きか地獄行きかの決定を下される。悪人は地獄行きになるが、蟻を気付かずに踏み殺してしまっても地獄行きになるらしい。閻魔大王の機嫌を損ねると地獄行きになることもあり、閻魔大王の顔にウンチを投げつけたせいでアラレは地獄行きを言い渡された。地獄行きの船は、帆に髑髏の印が描かれた大きな帆船で、地獄行きの者はその船に乗るため囚人服を着て1列に並ぶ。地獄には悪魔もいて、悪魔のチビルはタクシードラゴンと一緒に地獄行きの船に乗船する死者の誘導係もしている。千兵衛とアラレが地獄行きになったときは、チビルが「モクケラヒーッ!!」の呪文で足場である雲にこっそり穴を開けて、脱出させたおかげで2人は生き返ることができた。アルバイトの死神もいて、5巻に登場したモンスター一族のドランパイアたちも、死亡する死者を迎えに行く仕事に励んでいたが、アラレのしでかしたことに激怒した閻魔大王からクビにされた。
ペンギン村の西にあるパタパタ山から地上に飛び出した。チビルは人間を殺すと、男だと5円、女だと30円、可愛い女の子だと200円の小遣いが貰えるらしく、銃火器を使って人間を殺そうと頑張ったが、重傷を負ってもなかなか死なないギャグ漫画の特徴のせいで嘆いていた。

### 大会
- カンケリ大会

鳥山が連載1周年を記念して開催した缶けり大会。
- ルール

ジャンケンで鬼と缶を蹴る役を決め、蹴られた缶（「アラレジュース」ドラム缶サイズ）を鬼が拾いに行っている間に他の皆は隠れる。缶を元の位置に戻してから鬼は隠れた者たちを探し（缶を再度蹴る要素は削除された模様）、1か月間隠れ通した者が優勝。1か月以内に全員見つければ鬼の優勝となる。優勝賞品は、鳥山が願いを叶えてくれる、というもの。
- 結果

アラレがサハラ砂漠まで缶を蹴飛ばしたので、鬼役の千兵衛は缶を持ち帰るまでに9日かかった。
優勝：則巻アラレ、則巻ガジラ
宇宙空間にいたが、隠れ場所の範囲に規定が無かったので認められた。願いは「大人にして」だったが、大人になった2人を想像して堪えかねた鳥山は台詞を「ピロリンキャンデーがほしい」に書き換え、その後「結局インチキじゃないか」と怒ったペンギン村の人々から追い回された。
- ペンギン村グランプリ

第1回（94話 - 97話、8巻）
鳥山が、連載80周年（まで78年と2ヶ月。本当の80周年は2060年）を記念して開いた大会で、賞金3千円をかけて、4つの難関、池→崖→雪山→地雷地帯（アニメ第2作は溶岩地帯）を越えてペンギン村を一周するというもの。アニメ2作では記念の要素はなく、以前にも何回か開催された設定。実況は、原作・アニメ第1作は鳥山明、アニメ第2作はスッパマン。
- 結果

優勝：鳥山明（原作・アニメ第1作）、スッパマン（アニメ第2作）
鳥山もスッパマンも、空から実況のふりをして参戦というインチキをしたため、その後ペンギン村の人々から追い回された。
第2回（18巻）
ネタ切れに陥った鳥山からアイディアを相談されたペンギン村村長が、リタイアして南極に引っ越したいので村長を後継者に譲りたいと申し出たことから開催された。優勝賞品はペンギン村次期村長で、村長は村内の施設をすべて無料で使える特権がある。
- ルール

基本はオートバイレースだが、地上を走る二輪車（3輪以上や空を飛んだり地中に潜ったりは禁止）なら何でもよく、ジェット推進バイク、自転車、リヤカー、ケリンチョなども可。極端な話、タイヤ2本を背負って走ってもいい。
予選としてペンギン・サーキットを1周してタイムを競い、上位10名が本選出場となる。
本選はA（問題を解き、不正解の場合1分間停車する）→B（ウンチを触る）→C（むっつりじいさんを笑わす）→D（池を渡る。水陸両用ではない場合、船吉のイカダに乗る）→E（借り物競走）の順にチェックポイントを回り、それらの間はどんなコースを通ってもいい。
前回のようなインチキについては、担当の鳥嶋が予め「同じネタでやったらボツにする」と釘をさしたためオチには使われなかった。
- 結果

優勝：則巻アラレチーム（則巻アラレ、ガジラ2名。E地点からオボッチャマン合流）
準優勝：摘突詰
- ハイスクール・チャンピヨン（117話 - 124話、10巻）

1年、2年、3年の学年対抗のペンギン村立高等学園の運動会で、実況は教頭、解説は校長、審査員はブータレブー。原作は6週（6回）にかけて行われた。アニメ1作では中学園と高等学園の対戦に賞品狙いの運動会荒らしのプロチームが割り込み、2回にまとめている。得点は、各種目、1位：20点、2位：10点、ビリ：0点となっている。種目は、100メートル競走、走高跳、ハンマー投（競技用ハンマーではなく50kgの工具を投げる）、つなひき、ハードル、タマ入れ（タマという名の猫たちを投げ入れる）、走幅跳、800メートルリレー、格闘技大会の順で行われた。つなひきとタマ入れ以外は1人4種目までしか出場できない。最後の格闘技大会は、1年と2年で対決し、勝った方が3年と対決する。
格闘技大会で優勝したチームには特別に200点が与えられ、よほど圧倒的な差がつかない限り格闘技大会の優勝が運動会の優勝になる。
- 結果

2年（アニメでは運動会荒らしのプロ）は最後まで0点（全種目ビリ）、1年と3年（アニメでは中学園と高等学園）は一進一退が続き同点の状態で格闘技決勝を迎えたが、熱戦の末に時間切れで判定に持ち込まれた。
優勝：となり村のベティ
競技の経過を無視して私情で選手ではない者を選んだため、ブータレブーは選手たちに追い回された。
- 大高校野球大会（だいこうこうベースボールたいかい）（188話 - 191話、15巻）

4回（アニメでは2回）続いた話で、ペンギン村立高等学園と大都会島アメリカンハイスクールとの大高校野球大会。原作ではペンギン村立高等学園で行われ、アニメ1作では大都会島の球場で行われた。実況は暗悪健太だが、今回はスッパマンにはならず仕事に徹した。
- 結果

勝者：ペンギン村立高等学園
15巻ラストでの満塁場外ホームランにより、3点差をひっくり返したということになっていたが、実は直前までの試合経過に作者の事実誤認があり、4対1は誤りで5対1が正しく、鳥山はミスを多数の投書で指摘される羽目になった。
- 世界一つおいのだーれだ大会!!（202話 - 204話、16巻）

鳥山が、落ちていた100万円を拾ったことをきっかけに行われた大会で、優勝賞金は1位は、40万、2位は10万円（残り50万は鳥山が着服）。Dr.マシリト関連の最終エピソードでもある。
- ルール

10名の選手による勝ち抜きトーナメントで、第5試合までその都度鳥山がくじを引いて組み合わせを決める。
時間無制限で武器の使用も可能。降参、泣く、死亡、会場の外へ出され10秒以内に戻らない、のいずれかで負けとなる。
- 結果

優勝：則巻アラレ
準優勝：Dr.マシリト（キャラメルマン9号）（死亡したため、賞金は鳥山が着服した）

## 発明品

### 則巻千兵衛の発明品

#### 原作で登場した発明品
ロボビタンA（エー）
第4話「怪獣博士」で初登場。アラレとオボッチャマンの燃料。原料は海水。人間が飲んでも不味い。
「しんぞうのおと」テープ&デベソスイッチ
第53話「ハートで勝負!」にてアラレが学校で健康診断を受ける際に、心音が無くてロボットとばれることを恐れ心音のカセットテープを作って彼女の胸に仕込み、ヘソのスイッチで音が出るようにした。テープには本物の心音ではなく千兵衛が口真似して吹き込んでおり、さらにアラレが余計な歌声（ドンパン節）を入れ、アラレへの千兵衛の怒鳴り声まで入っていたため、聴診した医者が驚いて心停止を起こし救急車で運ばれる騒ぎになる。
アラレ目テレビジョン
第55、56話「アラレ目大作戦」で作成。アラレの首の配線に映像送信機を接続し、彼女の目を通した映像をテレビに映す。アラレの行動監視のために作ったが、千兵衛はアラレがみどりのパンツを見たことから、一緒に入浴させてみどりの裸を見るという作戦を思いつく。だが、アラレの近眼を失念していたため失敗に終わる。
エネルギー警報装置
第160話「急げ愛!」に登場。アラレがエネルギー切れすると、千兵衛の研究室にある火災報知機に似た装置が鳴って知らせる。ただしアラレの居場所まではわからない。
非生命体透過メガネ
第3話「…がない!」、第129話「レンズマンズ」に登場。衣服や地面、建造物、ロボットなど、生物（動物・植物）以外のものがすべて見えなくなる眼鏡。アラレに欠けている体の部位（千兵衛は女性器だと思い込んだが、本当はへそだった）をせがまれたことを口実に、女性の裸を見る目的で製作した。みどりの裸を正面から見ようとした際、乗っているスクーターが見えずに轢かれて壊れた。その後再登場し、鶴天と2人で村中の女の子を透視して楽しんだが、今度は周囲が見えないまま女湯に侵入して逮捕された。
警察犬ロボット
声 - 今村直樹（アニメ第2作）
第4話「怪獣博士」で行方不明となったアラレを急遽探すために作られた。匂いで目標を追跡する。実際の犬に忠実に作りすぎたためマーキング（小便）や喧嘩などをしてしまう。
デカチビ光線銃
第8話「デカチビ銃!」、第88、89話「マンモスみどりちゃん」などに登場。対象物を100倍の大きさにしたり、100分の1の大きさにすることができる。ヘアードライヤーと形が似ている。アラレたちに悪戯されるのを防ぐため、後に1時間の制限がつく。
みらいカメラ
第9話「1980 あしたにむかって」に登場。ダイヤルで指定した年数分の未来の姿を写すことができるカメラ。千兵衛は自分が将来禿げることを知られたくなかったため、このカメラを隠しておいた。また、この道具の効用を披露した際、千兵衛はアラレから「ドラえもんみたい」と評されるが、即座に「あれはマンガ!」と返していた（直後に鳥山に「あんたもマンガ!」と突っ込まれた）。空豆タロウが将来、警察官になることを最初に示したのも、この道具だった。
タイムスリッパー
タイムくんの声 - 千葉繁（アニメ第1作、劇場版1作） / 風間信彦（アニメ第2作）
第10話「タイムスリッパー」、第11話「なんのタマゴ？」などに登場。置き時計に口と手足の付いた「タイムくん」と「ツンツル板」から構成されたタイムマシン。タイムくんとツンツル板を接続してダイヤルで年数を指定後、タイムくんの頭上のレバーを操作し（過去に行く場合はレバーを押し、逆に未来に行く場合はレバーを引く）、タイムくんがツンツル板の上で「タ〜イムスリップ!」の掛け声と共にダッシュしながらスリップすることによりタイムスリップができる。ツンツル板がなくてもツルツルしたもの（例：ピースケの刈られた頭。この場合接続コードはピースケが口にくわえる）があればタイムスリップは可能。作中で千兵衛が「1年単位でしかタイムスリップできない」と語っているが、何度か日もしくは時間単位で移動している。場所の指定ができるかは不明。アニメ第1作190話「やった！クイズで100万えん」では根性で30分前にタイムスリップしている。また誤って「タ〜イムストップ!」と叫びながらスリップし、時間を止めたこともある。
初登場時はツンツル板と接続しないとタイムくんは起動しない描写があったが、ほどなくしてツンツル板なしでも単独で動くようになり、則巻家で生活している。そのため連載初期およびアニメ版第1作では、タイムくんは千兵衛の発明品の中でよく顔を見せている。性格は生みの親である千兵衛を呼び捨てする生意気な面がある。
後にターボがより高性能な昆虫型タイムマシンを製作しており、オボッチャマンと鳥山がそれぞれ10年後の未来に行くために使用している。
起動の際は「本日は幸い好天に恵まれまして…」といった無駄な挨拶をすることが多い。案内の際は「本日の御乗車ありがとうございます」「現代行き発車いたします」など、鉄道会社の車掌を思わせる言葉を口にする。第11話では「おはこんばんちは（「おはよ」と「こんちは」と「こんばんは」を混ぜた造語である）」という言葉を口にした。
『ドラゴンボール超』漫画版で、女性家庭教師が少年トランクスと幼いピラフ一味に算数の授業と間違えて「並行世界」についての講義を行った際、少年トランクスが美味しい豆大福を子供時代のブルマに食べさせようとタイムマシンで過去に行くという説明の中でタイムスリッパーが登場している。
しびれ光線銃
第11話「なんのタマゴ?」にてタイムスリッパーで中生代へ行った時に携行した武器。恐竜を痺れさせるはずだったが、恐竜のバリヤーに防がれてしまった。
エンヤコーラ号
第13話「アラレ空をとぶ!」で空を飛びたいとせがむアラレに作った二人乗り飛行機。タロウによると操縦盤はバイクより簡単。エンジンの代わりにドラム缶サイズのコーラを良く振ってセットし、噴出の勢いで飛ぶ。ただしコーラが切れると墜落する。アニメ第2作ではその後も翼を広げ滑空できたが、その翼もネジの付け忘れが原因ですぐ壊れた。「エンヤコーラ号」の名は作中には登場せず、週刊少年ジャンプ特別編集『Dr.スランプスペシャル』およびジャンプ・コミックスの発明人気投票結果で明かされている。
変身ポンポコガン
第20話「変身ポンポコガン」などに登場。タヌキの顔を模した光線銃形のメカ。対象者に向かってマイクで変身させたい物を叫んでトリガーボタンを押すと、先端の球から変身光線が出て、対象者の姿をその物に変えることができる。元に戻すときは「元に戻れ!」と言い、自宅が破壊されたときもこの機能で復元させている。何かを変身させた時にポンポコガンが壊れてしまうと、修理または新たに製作しない限り元に戻せない。この道具で千兵衛とアラレが蝿になってしまう話の、3話続けて描かれた単行本16巻「恐怖のハエ人間の巻」を鳥山は「蝿になってしまうという恐怖は、僕が子供の頃から想像していたもの。いったいどうやって叩かれないうちに自分だと伝えたらいいのだろう、なんてよく考えてた」と語っている。
ホンモノマシーン
声 - 古川登志夫（交通ルールをまもろうよ!!） / 太田真一郎（アニメ第2作） / 桐本拓哉（ドラゴンボール超）
第17話「ホンモノマシーン」で作成。手足と顔がついた大型炊飯器の形をしたメカ。写真や絵などをこの中に入れてお湯を注ぎ蓋をし、ロックバンド「ザ・マヨネーズ」の音楽に合わせてダンスを踊りだす。一仕切り踊ると沸騰音が鳴り、中から写真や絵の中の物が実体化して現れる。宇宙の写真を入れたら、使用した部屋が宇宙空間のようになった。
アニメ第2作では貨幣、美術品、人間などの不正コピーを防ぐため時間制限がある。スケベ本の中の女性モデルを実体化するために製作した。
『ドラゴンボール超』第69話では進化型のマーク2が登場。手足と顔が付いた釜の形をしたメカ。こちらは写真や絵などは必要なく、使用者が強くイメージした物を中に実体化させる。
床屋ロボットバーバーマン

第18話「先生がくるよ！」で作成。散髪をするロボット。顔はシンプルで目と口しかない。腕は悪く口も悪い。立場が危うくなると自爆する。独身時代、「（園長）先生がうちに来るよ」とアラレが言ったのを、みどりが来ると勘違いして髪を整えようとしたが、バーバーそらまめのクリキントンが留守だったため慌てて製作した。
イチゴパンツ大作戦
第24、25話「イチゴパンツ大作戦」にてみどりのパンツを見る目的で仕掛けた、ルーブ・ゴールドバーグ・マシンのようなもの。ネズミが駆け出すのを引き金に、配置された様々なからくりや動物たちが連鎖的に動き（からくりの確実性や動物たちの性質は、ギャグ漫画ならではの荒唐無稽な代物）、最後にブタがくしゃみをした勢いでスカートがめくれる寸法。前編ではみどりがスラックスを履いていたため挫折し、後編では狙いが逸れて前を歩いていたのんきおじっさの上着がめくれてしまった。アニメ第2作では千兵衛のじいちゃんの作戦（標的は同じくみどり）で、アラレのくしゃみによって成功した。
透明人間になる薬
第28話「恐怖の婦警さん」にてポリーが無実の罪を着せた（しかも持ち主がきのこと分かっても謝らなかった）ため、その復讐として調合。内服薬なので衣類は透明にならないが、千兵衛はパンツを脱がなかったために宙に浮いたパンツとして追い回された挙句、ポリーに飛びかかろうとした際に信号無視して車にはねられた（アニメ第2作ではアラレに弾き飛ばされた、その後ポリーも弾き飛ばされた）。名称は週刊少年ジャンプ特別編集『Dr.スランプスペシャル』で「透明人間になれるだぎゃ薬」と明かされている。
おとぎマシーン
声 - 千葉繁（アニメ第1作） / 中尾みち雄（アニメ第2作）
第34話「おとぎマシーン」、第65話「びびるマン」に登場。シルクハットを被り、厚い眼鏡をかけた小型のマシーンで、マシーンが「本に入りゃ!」と言って持つ傘から放つ光線を浴びると、本の中の世界に入ることができる。入った人物の行動によっては、本の内容が変わってしまうこともある模様。本に入った人物を出すときはマシーンが「本から出や！」と言っているが、状況によっては本の登場人物が一緒に出たり、入っていた人物の一部が本の中に取り残されたりすることもある。スケベ本の中に入るために製作した。
ピンポン号
声 - 沼田祐介（アニメ第2作）
手足が付いた球形の乗り物。団扇を使って空を飛び、潜水具を付けて水中も泳げる。第32話「ハロー不思議島!」にて、ワンダーアイランドに向かうため最も短い発明時間で作った。第151話「やた！ペンザラシくん」では則巻家全員と冷蔵庫などの大荷物を載せて世界各地を飛んだことがあり、かなりのパワーと滞空距離がある。
ビデオくん

第32話「ハロー不思議島!」に登場。ビデオデッキ内蔵テレビを擬人化したようなメカ。ビデオテープを口から飲み込み再生する。千兵衛の父が遺したビデオを再生した際、再生後にテープが「自動的に消滅」したため一緒に吹っ飛ばされた。
ホーホレチャッタノヨララランラン薬
ワンダーアイランドに住むギャースカ大魔王の涙に自分の鼻糞を混ぜて作った惚れ薬。正確には千兵衛の父の発明品で、彼も妻（千兵衛の母）に使用した。第33話「ギャースカ大魔王」にて冒険の末に完成させみどりに飲ませようとしたが、アラレがあかねに見せようと持ち出した際に誤ってこぼして樹にかかり、その樹が千兵衛に惚れて動き出す。アニメ第2作での名称は「ホレナミンX」であり、その時の材料は「ウンモーの涙」と「自分のヨダレ」だった。
百円ライター
第38話「おつかいアラレちゃん」に登場。オルゴールのような箱で、ゼンマイネジを巻いてボタンを押し、百円玉を入れるとミニロボットが出てきてマッチで火をつけるというやたら手間のかかるライター。ロボットは妙に礼儀正しい。
宇宙船
原作では4機の宇宙船が作られている。個別の名称がないので便宜上製作順に「○号機」と呼称する。1号機と4号機は大気圏突破や現実の宇宙船を遥かに超えた高速飛行（太陽系外の惑星にもドライブ感覚で行ける）が可能。
- 1号機
第45話「ごきげんセンちゃん」にてみどりとのデートに用意した。軽乗用車のようなボディに二足と小さい三角翼が付いたデザイン。後に4号機でアラレたちがニコチャン星に行ってしまった際、連れ戻すために使用した。軽乗用車型だけにトイレは装備されておらず（2号機以降も装備されているかは不明）、催したら人間が呼吸できる星に降りなければならない。
- 2号機
第54話「モンスターズ・ナイト」にて仕上げ直前まで作っていたロケット型。まず乗っ取って母星に帰ろうとしたニコチャン大王たちが侵入、続いて大型金庫と間違えて盗みに入ったドランパイアたちが金の隠し場所を開けようとして誤発射させ、彼らを乗せたままドランパイアの館に飛び込み大破した。
- 3号機
第105 - 110話「クレイジー・ハネムーン」にてみどりとの新婚旅行に用意した。円盤のようなデザイン。まいごバッジ（後述）の信号を受信するレーダーや、ビーム砲を搭載。大気圏外に出ることなくジャングル少年に撃墜されたが、千兵衛の旅行計画からすると数日で太陽系を一周できる性能があった模様。
- 4号機
第143話「GO!GO!ニコチャン星」にて重力コントロール装置（後述）を組み込んで製作。いまいち成否に不安があったので、試しにニコチャン大王たちに贈って乗せたところ成功、彼らは念願の帰郷を果たす。しかしアラレとガジラも密航して行ってしまった。

ドロボット

第50話「さんざんサンタさん」に登場。泥棒を模したゼンマイ式小型ロボット。サンタクロース気取りでよその家に潜入する時にピッキングをさせた。
オーチャくん
声 - 増岡弘（アニメ第1作） / 西村知道（アニメ第2作）
第61話「作者もほしいオーチャくん」で作成。乗り込んだ者の思ったことを何でもやってくれるパワードスーツ型のマシン。アラレいわく「カニロボット」。名前の由来は「横着」からで、使いすぎると不潔かつ運動不足になる。アラレの家事能力の無さに嘆いて製作した。
スーパーセンちゃん
第73、74話「スーパーセンちゃんたち IN 大都会島」に登場。大都会島テレビの番組に出演することになり、番組に持参する発明品として作った遠隔操縦式の身代わりロボット。本物の千兵衛は大都会島に行くことを怖がり、ペンギン村の自室から操縦している。一見妙なコスプレをした千兵衛当人にしか見えず、怪力を振るったりもしたが番組のリハーサルで頭部を外して見せるまでロボットだと気付かれなかった。スタッフからも絶賛されたが、本番直前に誤って操縦機を壊し暴走、外で「戦争ゴッコ」をしていたアラレたちと共に大都会島で暴れ回り、番組どころではなくなった（アニメ第2作では本番中だった）。
呼称は本編中では呼ばれず、副題とジャンプ・コミックスの発明人気投票結果で表記。
スペシャル船（シップ）
第73話で大都会島へ向かうために作った。ロボット船頭が艪を漕ぐ和式の小舟で、非常に遅いために途中でチビルのタクシードラゴンに乗り換える。『ワンダーアイランド2』でも同形の船が登場している。
コピーくん
声 - 大竹宏（アニメ第1作） / 田中一成（アニメ第2作）
巨大なカメラに手足が付いたロボットで人物の分身を作ることができる。第79話「コピーくん」にて、千兵衛のブッキング（アラレたちとの約束とみどりとのデート）対策として作られる。被写体をピントに合わせ、フラッシュを焚いて撮影した直後に後方カバーが上に開き、中から分身が飛び出す。ただし、分身もやりたいことは本体と同じで喧嘩になり、ブッキング対策としては役に立たなかった。フラッシュを一回につき連続して焚くことにより一度に分身を数多く作ることもできる。
アニメ第1作の50話ではスローな口調で喋り、一人称は「私（わたし）」。アニメ第2作ではハキハキとした口調で喋る。分身は本体と比べて身体と服の色が薄く、区別しやすくなっている。また新たな設定として「コピーよ消えろ!」とコピーくんが叫ぶとフラッシュが焚かれるとともに分身が消滅する。
時間よ止まれマシーン
第71話「わくわくタイム・ストップ」にて、鳥山の依頼（原稿発送を締切に間に合わせるためだが、色々とスケベなこともできると仄めかした）で作った大掛かりな時間停止装置。操作者自身も停止してしまう欠陥品で、停止後にどうやって復帰したのかは作中でも謎とされている。アニメにおいては、ペンギン村の村民全員が「自分以外の人間の時間が停止する」と思い込んで集まってくるという内容になっている。
若返り薬（アニメ第2作では則巻千兵衛特製 若返り薬）
第81話「ばぶばぶセンベエ」にて、加齢による体力の衰え（アニメ第2作では中年太り）を感じた千兵衛（当時29歳）が、オジン臭さからみどりにふられることを危惧して作る。材料（牛乳200cc、ミミズの目玉3個〈アニメ第2作 5個〉、梅干し3個、ガメラの卵2個、角砂糖1.5個〈アニメ第2作 2つ〉、塩大さじ1杯、オロビタンD〈架空のドリンク剤〉1本、ダチョウの卵2.5個〈アニメ第2作〉）をよくかき混ぜ弱火で約20分間煮詰めて冷蔵庫で（3時間〈アニメ第2作〉）冷やすと完成。この材料で作った分量を飲み干した千兵衛は赤ん坊になる。当日の晩、赤ん坊の姿をいいことにみどりに甘えた後に眼前で急に元の姿に戻ったので、仰天したみどりに斧で頭を割られた（原作およびアニメ第1作では、急に元に戻ったことにアラレも目を飛び出させて驚いていた。アニメ第2作では、ただ驚いただけだった）。
お手伝いロボットアキコさん
声 - 山本圭子（アニメ第1作） / 富沢美智恵（アニメ第2作）
千兵衛が作ったお手伝いロボで、ガスマスクロボット姿の鳥山にそっくり。しかしあまりにも役立たずのうえ図々しい性格で、給料をもらって則巻家を出る。その後COFFEE Potの店員として働く。第1作ではその後都会島に行き、しばらく登場しなかったが、第200話で再びペンギン村に戻ってきて大騒動を起こし、「都会的に済まされたナウイセンスを必要とする人がきっとどこかにいるはずよ。その人に出会うまで歩き続けるわよきっと」と言い、再び旅に出た。第2作でもCOFFEE Potの店員として何回か登場している。
レッツゴウ号
第94 - 97話「ペンギン・グランプリ」」で使用した水陸両用マシン。球状の本体に手足、オール、スキーが付いている。湖を浮いてオールで漕ぎ進み、崖をボールのように弾んで飛び越え、雪山をスキーで滑走するが、最後の難関・地雷原（アニメ第2作では溶岩地帯）で大破した。アニメ第2作での名称は「レッツ号」。
みにちゅあわが家
則巻家のミニチュア。このミニチュアに起こった出来事が、指定した時間後に（0の場合は直ちに）本当に起きる（例えば、ミニチュアの屋根に指を突き刺すと、本物の屋根も巨大な指に突き破られる）。特定人物のミニチュアを作って操作することで、本人に影響を及ぼすことも可能。みどりのパンツを見てさらにキスをするために製作した。千兵衛が「この漫画に理論など無い」と言い切ったように、原理は謎とされている。キス目前で空腹の猫が千兵衛のミニチュアを飲み込んでしまったが、指定時間にどうやって生き延びたかは不明。
アニメ第2作ではミニチュアに起きた出来事は、装置の電源を切ればキャンセルできる（猫に食われかけたのもこれで助かった）。また、この時の騒動がみどりへのプロポーズのきっかけになった。
おサンポジェット
アラレ用の、背中に背負う飛行ジェットエンジン。第105話でみどりとの新婚旅行を邪魔されないように気をそらす目的で作ったが、さらわれたみどりの追跡に活躍することになる。みどりを食べようとするジャングル少年との戦いで壊れた。
まいごバッジ
第105話で新婚旅行の際に迷子対策として作りみどりに持たせた、発信機入りバッジ。信号は宇宙船（3号機）のレーダーで探知でき、さらわれたみどりの追跡に活用した。
モリモリと元気に生長する薬
第126話「フライング・ニコチャン」にて、アラレがニコチャン大王から手乗り文鳥を貰ってきたが、飼い方を知らずにアイスキャンデーを食べさせて具合が悪くなったので回復のために調合。一匙飲ますと文鳥は元気になったが、則巻家より巨大に成長してしまった。
変身コンコンヘルメット
声 - 宇和川恵美（アニメ第2作）
第149話「変身コンコンヘルメット」で製作。キツネの頭を象ったヘルメット。葉っぱに変身したいものの名を書き、その葉っぱを頭に挟んでこれをかぶり宙返りをすると変身できる。みどりに悪戯をするつもりで別の女性を触ってしまい、痴漢で逮捕されることを恐れて慌てて作った。意思と発声能力も持っており自分の説明をする。この後アラレたちによって持って行かれ、このヘルメットによってペンギン村はパニックに陥る。
重力コントロール装置
第141話「ながれ星ねがい星」でルマルマ星人タマからもらった、壊れた偵察機のエンジン。第142話「さよなら摘さん一家!」では早速真似て作ったものを烈津號に取り付け摘一家は中国に帰ろうとしたが、部品などの見落としが多数あり出力が続かず墜落した。第143話「GO!GO!ニコチャン星」で作って組み込んだ宇宙船（4号機）では成功。だが、第195話「これは夢です！」であかねに作ったエアバイクは壊れやすい上に自転車より遅い代物で、ターボが改良してやっとまともに動いた。
ロボビタンA（エース）
読者投稿作品。空を飛ぶ哺乳瓶型ロボット。アラレがエネルギー切れになると探して飛んで行き、エネルギー源であるロボビタンA（エー）を補給する。第160話「急げ愛!の巻」で一回だけ使用された。
テレポートぼうし
読者投稿作品。どこへでも瞬間移動できる帽子。第164話「地球総支配者への道」で2回きりの使用で、「最近出番が無いため」という理由で脈絡も無くマシリトの所に出現したのみ。
タイムストップウォッチ
第212話で作った懐中時計型の時間停止装置。製作目的はみどりのパンツを15センチ間近で見ること。使用者の時間だけが止まらずに進んでいくため、乱用するとどんどん歳を取っていく。千兵衛の設計では作動せず、ターボがこっそり設計図を書き直して完成した。
怪物オートバイ
第2回ペンギングランプリで使用したスーパー二輪車。バイクというよりはローラー車に近い。どんなハード走行にも耐えられると豪語していたが、レース前半で落とし穴にはまりあえなく脱落。
最終回用メカ
第236話「最終回用メカ大発明！」で製作。最終回のために連載開始時から考えていたらしい、巨大なロケット。派手な打ち上げで盛り上げた割には、最後に戻って来た先端のカプセルから小さいロボットが出て短く挨拶するだけ。最後を飾るにはあまりに下らなかったため、千兵衛は集まった住民に袋叩きにされた。
鳥山は「最終回ロボは、絶対にくだらなく終わりたかったので、こんなのにした。満足している」と語っている。

#### アニメオリジナルの発明品
テレビアニメオリジナル
ムービーマシーン
声 - 滝雅也（アニメ第1作）
アニメ第1作第37話で登場した映画を作るためのマシーンでスタートボタンを押した人が監督となる。そのため、スタートボタンを押したあかねが監督になった。
デレレンマン
声 - 沢りつお（アニメ第1作）
アニメ第1作第74話に登場。エキスパンダー（バネを伸縮させる）運動をする小型ロボットで、腕とバネがデレレンに伸びると近くのゴムが緩む。みどりのパンツをずり落ちさせるために作った（皿田きのこを実験台にして成功したが、本番では狙った角度が上過ぎてブラジャーが緩んだ）が、キャラメルマン3号のゴム製ハサミカプセルを緩ませてガッちゃんを救出する。
瞬間カルタとりき
瞬間的にカルタが取れるという発明品。服の下に隠して使う。「ん」で始まる札がない前提で作ったため、「んちゃ」で始まる札が読まれると混乱してしまった。
スキスキコンタクト
アニメ第1作第122話で登場した発明品でこのコンタクトをすると、好きな人をオンブしているのが見える。
愛のメッセンジャー
声 - 千葉繁（アニメ第1作）
アニメ第1作第123話で登場した発明品。
ヤモリローラマシーン
アニメ第1作第126話で登場した発明品で、色はお好みででき、かべや天井どこでも色を変えることができる。
ドリーム・マシン
アニメ第1作第226話で登場した見たい夢を見られて、最大5人まで同じ夢を見られるというマシーン。
骨エレキ版
アニメ第1作SP「ハートで勝負」で登場した。アラレのレントゲン検査があると知り、ロボットだとばれないために作った発明品。
パワー減少ベルト
アラレが大都会島高校に一日交換留学することになったと知った千兵衛が、アラレの暴走を心配して開発した。このベルトを腰に巻きつけると、全身に弱い電流が流れて肉体のパワーを減少させる。交換留学中、アラレはこのベルトでいつもの馬鹿力は出せなくなるが、西条がそれを奪ったことでいつも通り暴走した。
キンエンマン
声 - 千葉繁（アニメ第1作）
千兵衛が自分の禁煙のために作った、覆面レスラー型お仕置きロボット。千兵衛が喫煙するとプロレス技でお仕置きする。得意技はキンエンキック、キンエンパンチ、キンエンバスター、キンエンドライバーなど。アラレと遊んであげた際にコントロールアンテナを壊され、他の喫煙者をも無差別にお仕置きした。その後、キンエンマンのお仕置きを恐れてペンギン村にはタバコを吸う者が1人もいなくなるが、最後に自身がタバコを吸ったところにアラレのキンエンラリアートをくらい吹っ飛ばされる。
吸音くん
声 - 千葉繁（アニメ第1作）
千兵衛のいびきがうるさいといわれ、作った発明品。指示された音を吸い取ってくれるマシン。アラレがあかねたちに教えたため、あかねたちに利用される。
おしゃべりキューピッドくん
声 - 龍田直樹（アニメ第1作）
けんかした摘突詰とあかねを仲直りさせるために作った発明品。最後は自爆する。
投票箱
千兵衛が、体育の教師になるために作った発明品。スッパマンに票を入れても千兵衛に変わるようになっている。
次元くん
声 - 千葉繁（アニメ第1作）
異次元転換マシーン。
万能料理マシーン
千兵衛の作った魚型マシーンで、口に材料を入れれば自動で料理してくれる。アラレ、あかね、ガッちゃんが誤って飲み込まれ料理されそうになり、ガッちゃんが内部からかじって壊した。
金庫
千兵衛の発明品で、前にもアラレに壊されない金庫を作ったが、飛ばされたため、歩く金庫にした。
合体くん

コピーくんで作ったコピーを本物と合体するための発明品。
キャラクター消去装置
アニメ第1作第240話で、鳥山の依頼により製作。小さなアリから大きな怪獣まで、あらゆるキャラクターや建物をなんでも消してしまうという恐ろしい装置。太陽や惑星なども簡単に消してしまうことができる。逆転スイッチを操作すれば、消したものすべてを元に戻せる。
パンダの水筒型カメラ
アニメ第1作第242話で登場した。千兵衛が5年前、みどりの身体検査を盗撮するために作った品で、現場でアラレたちがいることに驚いて、風で飛んでしまった。今警察に届けられていることを知り、取り返そうとするが、スッパマンが自分の秘密（母親から贈られたおねしょの治療薬）を取り戻すため先に忍び込んでおり、逮捕された。千兵衛のおかげでスッパマンを逮捕できたということで、水筒型カメラは則巻家に届けられる。ターボによって現像され、試しに撮ったスッパマンの写真とみどりの身体検査の写真が発見され、スッパマンは自分の秘密を回収したいがために自分が撮ったと嘘の供述をしたため、千兵衛がみどりに責められたのは盗撮向けのカメラを作ったことだけで済んだ。
劇場版オリジナル
ボロボ

劇場版『ほよよ!世界一周大レース』で登場。本作は原作第8巻および第18巻の「ペンギングランプリ」を下地にしたストーリーだが、脚本は本作専門に起こされたもので、オリジナルのキャラクターや本作独自の設定が多く登場する。
千兵衛が制作した自動車で、人格のある人工知能を搭載している。製造年はかなり古いようで、そのことをコンプレックスにしている。緊張するとエンストする。
サンルーフ付。サスペンションは伸縮して多脚歩行形態に変形することができる。力尽きた所をアラレにウンチを持って追いかけられ、マシリト、みどり（に扮したフロント王女）と壮絶なデッドヒートになり優勝した。しかし、ドライバーの千兵衛が乗っていなかったために正式には優勝とは認められずフロント王女が優勝となったが、アラレに手作りのトロフィーをもらいペンギン村の面々から表彰され、自信を持つようになった。
お笑いロボット バカウケくん

劇場版『んちゃ!ペンギン村より愛をこめて』で登場。生まれてから一度も笑ったことがないヤパイヤ国の王女プルアを笑わすために作ったロボット。しかし、寒いダジャレしか言えないために王女を笑わすことができず、改良を施されるが、改良後も寒いダジャレしか言えなかった。だが、とんでもない笑い声でヤパイヤ国を壊滅寸前まで追い込みかけた王女を寒いダジャレで止めることに成功する。アラレにネタを要求されるが受けないことを恐れ、最後は自爆した。

### Dr.マシリトの発明品

#### キャラメルマン
ここでは原作とアニメ1作で登場したキャラメルマン全9体を挙げる。キャラメルマンシリーズとはDr.マシリトが製作したロボットやマシリトが自分を改造したサイボーグで、原作では9号まで登場している。しかし、鳥山が一部重複した番号をつけているため、マシリトが自分を改造したキャラメルマンを全部含めると11体いて、『ドクター・スランプ2007特別編 Dr.MASHIRITO ABALEちゃん』で、今までの原作に登場したキャラメルマンを解説した特集では、「○号（本当は○号）」と訂正がなされていた。
アニメ第1作の最終話では幽霊になったマシリトと共にキャラメルマン1号・2号・3号・6号・7号が再登場している。アニメ第2作の第68話ではキャラメルマン1号と7号が再登場しているが、アラレにあっさりと降参していた。

##### 原作
キャラメルマン1号
声 - 飯塚昭三（アニメ第2作）
マシリトが搭乗し操縦する頭に角のようなものが生えている人型のロボット。塗分けは青が主体で上腕・手・上腿・足首は灰色。パワーはアラレと大差なく、月や地球を割る描写がある。悪のかぎり（泥棒、強請り、集り、痴漢）を尽くすが、ガジラに食べられてしまい敗北。教育用ビデオ『んちゃ! アラレのおしおき! アイデア泥棒をやっつけちゃえ!』では助手として登場し、やたらと律儀な性格だったことが判明する。ロケットパンチができるが有線の巻き取り式で一度発射すると二発目までに時間がかかる。劇場第2作『ほよよ! 宇宙大冒険』ではキャラメルマン1号を基本としたキャラメルマンが登場する。
キャラメルマン2号
声 - 飯塚昭三（アニメ第2作）
第1回ペンギングランプリにマシリトが出場する際に作られた。ダチョウのような姿だが、ペンキを塗り替えてフォームを変える（というより2号に自己暗示させる）ことで白鳥（水上用）、カエル（ジャンプ用）、ペンギン（雪上用）へと変身する。口にミサイルを1発搭載しており、先行するタロウのマシンを破壊した。溶岩エリアでコースアウトした際は火だるまになり火の鳥となった。劇場版『んちゃ! ペンギン村より愛をこめて』では、キャラメルマン2号改として改良され再登場している。
キャラメルマン3号
1号を超えるパワー、タイヤ駆動により2号を超えるスピードを併せ持つ。コクピットの快適性は連載当時の高級乗用車に匹敵。地球を輪切りにし、アラレを一度ダウンさせる威力を持つビーム砲、ガジラを閉じ込める硬質ゴム製カプセルを装備、さらにアラレの注意を引き付けるウンチロボットを格納、とアラレとガジラの性質をよく研究した武装。しかしアラレと共闘していたブタの竹槍でタイヤをパンクさせられ、機体が傾いた隙にアラレの攻撃を受けた挙句、最期はカプセルから脱出したガジラの餌食と化した。なお、アニメ第1作では2号より先に登場している。
キャラメルマン4号

キャラメルマン5号
マシリトが千兵衛に化けるために使ったハリボテのお面。整備するふりをしてアラレを壊す作戦だったが「アラレよりも親玉の千兵衛を倒すべき」と考えていたオボッチャマンに千兵衛と間違われてぶっ飛ばされた。これに怒ったマシリトは彼を追い出してしまう。マシリトが自分を改造したキャラメルマンまで全部含めると実は6号。
キャラメルマン6号
声 - 勝生真沙子（アニメ第2作）
アラレとオボッチャマンを引き離すために作った偽者のアラレ。ラジコンで動くロボットである。後に9号の数え間違いに気付いた際、鳥山に「こんなのいたっけ」と言われている。マシリトが自分を改造したキャラメルマンまで全部含めると実は7号。
キャラメルマン7号
声 - 飯塚昭三（アニメ第2作）
ラジコンで動かす人型タイプのロボットで、目元の意匠にマシリト本人の面影を有する。あまりに巨大なので、研究所を出る際に出口から出られず、やむなく研究所を破壊した。都市ガスエンジンで空を飛び、足首にマシリトを乗せるスペースが設けられている。
ボディは頑丈でアラレやオボッチャマンの攻撃にもびくともしない。右手に備わった伸縮自在の鎖付きのハンマーパンチでアラレの胴体を破壊し、左手のビーム砲「ウルトラスーパーズビズバメッチャンコバズーカ」でオボッチャマンの頭脳を機能停止させ、ゴム製の顎にガジラを1人閉じ込めた。しかし、マシリトはガジラが2人に増えていたことを知らなかったために2人目のガジラの登場によって閉じ込めたガジラをうっかり逃がし、ガジラたちが用意したカラオケにマシリトが夢中になっている隙に操縦機を奪われ、ガジラたちのめちゃくちゃな操縦によりマシリトは暴走した7号に踏み潰され、7号はそのまま上空で自爆した。マシリトが自分を改造したキャラメルマンまで全部含めると実は8号。
キャラメルマン8号（7号）
サンタクロースのような姿の小型ロボット。千兵衛を殺してアラレたちのエネルギー供給を断つ計画で、則巻家にプレゼント袋に見立てた爆弾を設置した。だが、ゴミ袋（マシリトは本物のプレゼント袋と誤認した）の近くに置いたため運搬トラックに積まれ、途中で車外に転げ落ちてマシリト研究所で爆発。このキャラメルマン自身はマシリトに用済みとして電源を切られ、「サンタ人形」として則巻家へのプレゼントという形になった。
鳥山の数え間違いにより、重複して7号として登場していて、9号の登場回の際に間違いに気付き、「こいつは8号だったのか」と言われている。マシリトが自分を改造したキャラメルマンまで全部含めると実は10号。
キャラメルマン9号
Dr.マシリト自身が全身をサイボーグ化した姿。

キャラメルマン22号
『ドクター・スランプ2007特別編 Dr.MASHIRITO ABALEちゃん』、それを原作としたアニメ映画『劇場版Dr.SLUMP Dr.マシリト アバレちゃん』に登場。マシリトJr.が製作した一つ目の戦闘ロボットだが、アラレの頭突きによってあっさり倒される。
アバレ（キャラメルマン23号）
声 - 小山茉美
『ドクター・スランプ2007特別編 Dr.MASHIRITO ABALEちゃん』、それを原作としたアニメ映画『劇場版Dr.SLUMP Dr.マシリト アバレちゃん』に登場。マシリトがオボッチャマン製作の際に使用したアラレのX線写真を基にしてマシリトJr.が製作した、アラレそっくりなロボット。悪いアラレをつくろうと考えたマシリトJr.が、悪いやつの手本としてタロウが書いた「オレも昔はワルだった」という本をインプットしたせいで、ワルに憧れている。髑髏のTシャツやパンク・ファッションのようなアクセサリに身を包んだ格好をしていて、服装も言葉もワルっぽい。マシリトJr.がアラレと同じような眼鏡をかけさせたが、叩き割ってサングラスをかけ、マシリトJr.から渡された「ABALE」と書かれた名前入りニット帽を被っている。難しいことは苦手。「ワルは意味もなく、ぶらつくんだよ」と言って、ぶらぶら散歩したり、「ワルはやっぱりバイクで暴走」と言ってバイクを買うためにバイトしようとしたり、タロウの本に書かれているような行動をするが、「世界中を無茶苦茶に壊しちまえ」というマシリトJr.の命令には「恐ろしいこと言うな。そんなの悪人じゃねえか」と断るなど、根っからの悪ではない。タロウを尊敬しているらしく、職務中のタロウに声をかけられたときは挨拶をしている。アラレとパワーや性能が同等なので、生物兵器チョキにバカと言われた際には頭にきて頭突き1発で海までぶっ飛ばした。

##### アニメオリジナル
グレートキャラメルマン
声 - 野田圭一（アニメ第1作）
アニメ第1作の第198話・第199話に登場。2095年に馬鹿博士が完成させた従来のロボットの力を2万倍まで高めるスーパーカンデンチを、マシリトが奪って搭載したロボット。
グレートキャラメルマンFX
声 - 稲田徹
アニメ第2作に登場。3号の後に作られた複合型ロボット。頭部・上半身は1号、下半身は2号、両腕は3号になっている。しかしアラレによってなすすべもなく破壊された。
キャラメルマン9号（アニメ第2作版）
アニメ第2作で10号の後に登場した。Mr.ダンディ・コンテストにバジルという名で出場した。目的は1位から3位までの合計賞金18000円を奪うこと。アニメ第2作のゲームでは、原作漫画・アニメ1作でのキャラメルマン9号が登場する。
キャラメルマン10号（アニメ第2作版）
ドラゴンボールを奪うために作った多足型メカ。キャタピラを出して走行し、リモコン操作によって奪ったドラゴンボールを特殊なパックに包み込める。上記の9号よりも先に登場した。
キャラメルマン11号
アニメ第2作に登場。タコ型の大型ロボット。アラレのんちゃ砲をはじき返すほど強固であったが、んちゃ砲が海底に当り、海底火山の爆発に巻き込まれ敗北。

##### 劇場版オリジナル
マシリト号
劇場版3作『ほよよ!世界一周大レース』で登場。レース用メカ。グランプリレース用にマシリトが開発したマシン。キャラメルマン3号のような巨体で、カメのような頭部と大型のタイヤが特徴。無限軌道で悪路にも対処する。強力な出力と部下による妨害によりレースの上位に立つが、ボロボ号に敗れ大爆発した。
キャラメルマン2号改
劇場版6作『んちゃ!ペンギン村より愛をこめて』で登場。飛べるようになった。口からミサイルが発射できる。
ゲラゲラロボット めちゃウケン
劇場版6作『んちゃ!ペンギン村より愛をこめて』で登場。マシリトが千兵衛に対抗するべく、生まれてから一度も笑ったことがないヤパイヤ国の王女プルアを笑わすために作ったロボット。しかし、千兵衛が開発したバカウケくんと同様、寒いダジャレしか言えないために王女を笑わすことができず、改良を施されるが、改良後も寒いダジャレしか言えなかった。だが、とんでもない笑い声でヤパイヤ国を壊滅寸前まで追い込みかけた王女を寒いダジャレで止めることに成功する。最後はバカウケくん同様、アラレにネタを要求され、自爆する。

#### その他の発明品
スパイロボット
キャラメルマン1号、3号、オボッチャマンの話に登場。球体にカメラレンズとローター（回転翼）が付いた形で、マシリト研究所に映像を送信する偵察メカ。1号の時は則巻家を偵察に行ったがガジラに食べられた。3号の時はスッパマンの地球防衛隊を偵察。オボッチャマンの時はX線カメラを内蔵し、アラレの内部構造を写してオボッチャマンを作る基にした。
マシリト城
アニメ第1作の101話に登場。アラレを倒すために作った城。城中には色々な罠が仕掛けていたが、あっけなく通過される。最後はアラレにコントロールシステムを壊され、墜落しバラバラになった。
アソビタインX
アニメ『ドラゴンボール超』の69話に登場。子供の遊びたい気持ちを100倍にする薬。

### 則巻ターボの発明品
タイムマシン
1年単位しかタイムスリップできない千兵衛のタイムくんとは違い、日時単位でタイムスリップすることができる。場所も指定できる。ただし場所の移動はできない。球体に昆虫のような触角と六脚が付いた形状。
ターボ身代わりロボット
千兵衛にかくれて散歩するために、身代わりとして自分に似せて作ったロボット。とても頑丈で、自動販売機や岩を貫通して四つん這いで歩き続ける。しかし身代わりロボットではなく自分自身が千兵衛に見つかり一緒に外出したため、身代わりロボットは放置され、歩き続けて南極まで行くことになる。
スッパマン身代わりロボット
アニメ第1作第187話で登場する。スッパマンがアラレの雪だるまでけがをしたため作った、スッパマンの身代わりロボット。マイクで指示をする。
玩具
アニメ第1作第196話の10年後に登場した。メリーゴーラウンドのような玩具で、みどりとターボ、ニトロ、ターボの弟、オボッチャマン、アラレとオボッチャマンの子供が乗って遊んでいた。

### 則巻アラレの発明品
顔のスペア
アラレが作ったマリリン・モンロー風の顔のスペア。センベエに「中学生に見えるか」と言われ、元の顔に戻された。

## ドラゴンボールへの出演
鳥山の次作『ドラゴンボール』でもペンギン村が舞台となる話があり、本作のキャラクターもゲスト出演し、話の大筋にも絡んだ。『Dr.スランプ』連載終了時の設定であり、タロウが警察官になっており、アラレたちはまだ高校を卒業していない。該当部分がアニメ化された際には、アニメ第1作と同一キャストの声優陣が出演した。
2016年には、『ドラゴンボール超』の第69話に本作のキャラクターがゲスト出演し、話にも絡んでいる。こちらも悟空とアラレは面識があり、原作で死んだマシリトが幽霊として登場するなど連載終了時と同じ設定だった。キャラクターデザインは原作およびアニメ第1作に準じているが、アラレ以外の声優は後の作品で担当した者を起用しており、千兵衛とDr.マシリトは第2作の屋良有作と置鮎龍太郎、ガジラは『Dr.マシリト アバレちゃん』以降のメディア作品の西原久美子が担当している。

## メディア展開

### テレビアニメ
2作ともフジテレビ・東映アニメーション（旧 東映動画）製作、フジテレビ系で水曜日19:00 - 19:30に放送された。鳥山も当時の単行本で、アニメ第1作はちゃんと見ていると話していた。
第1作はセル画だったが、第2作は『Dr.スランプ』では初のフルデジタル制作となった。また、作者の鳥山が監修とキャラクター原案を担当した。
- Dr.スランプ アラレちゃん（1981年4月8日 - 1986年2月19日、全246回、全264話[68]）
- ドクタースランプ（1997年11月26日 - 1999年9月22日、全75話[69]）

### ゲーム
Dr.スランプ
1983年にバンダイより発売。機種はArcadia 2001。
ストーリーは正式には不詳であるが、アラレを操作し、ニコチャン星人二体が廃車から部品を盗み、宇宙船を修理しニコチャン星に帰ろうとするのを阻止する目的のゲーム。
ペンギンビレッジ
1984年にポニカより発売。機種はMZ-2000。
Dr.スランプ バブル大作戦
1984年にエニックス（現・スクウェア・エニックス）より発売。機種はPC-6001。
Dr.スランプ 走れ!せんべいさん
1985年にエニックスより発売。機種はX1。
Dr.スランプ アラレのJump up
エニックスより発売。機種はPC-8001mkII。
Dr.スランプ アラレちゃん エクササイズ 中二英語版III
東映動画より発売。機種はPC-6001。
Dr.スランプ
1999年3月にバンダイより発売されたPlayStation用ゲーム。
詳細はドクタースランプ#ゲームを参照。
Dr.スランプ アラレちゃん
2008年にバンダイナムコゲームスより発売されたニンテンドーDS用ゲーム。
詳細はDr.スランプ アラレちゃん#ゲームを参照。

## 書誌情報
全ての書籍に全話収録されている。ただし、2007年特別編は全ての書籍において未収録。
単行本（全18巻）
巻末は、1巻から5巻までは読者の感想、6巻以降は鳥山が質問に答えるコーナー「とりやま放送局」だが、現在の重版された本からは削除されている。うんちなどが描かれたおまけページや巻末のお便りコーナーは、さくまあきらが手掛けていた。
愛蔵版（全9巻）
1990年5月から1991年1月まで全9巻が発売されたが、文庫版が発売されたため、現在は絶版。愛蔵版以降では重版された単行本も含めて円谷プロダクション関連のキャラクターがオリジナルキャラクターに描き換えられている。鳥山はこのことを「Dr.スランプではルールをよく知らずに、子供の頃に強烈な衝撃を受けて何度も落書きで描いたくらい大好きなウルトラマンを登場させてしまった」と語っており、当時の担当編集者だった鳥嶋は「円谷プロは著作権侵害に厳しいと聞いていたから、泣く泣く（鳥山に）直してもらった」と語っている。2009年6月20日からは、ウルトラマンとコラボレーションした商品が期間限定で、全国のジャンプショップやウルトラマンオフィシャルショップで発売され、Tシャツやタオルには単行本などでオリジナルキャラクターに描き換えられる前の、ペンギン村の住人として可愛らしくデフォルメされたウルトラマンたちを鳥山が描いた絵がプリントされており、鳥山は「正式にコラボレーションできたことは大感激」、鳥嶋は「こうやってコラボできる時が来るとは感無量」とそれぞれコメントした。
文庫版（全9巻）
1995年から1996年まで全9巻が発売された。レーベルは集英社文庫。文庫版以降では黒人差別をなくす会の抗議により、黒人に見えるキャラクターの一部が修正された。
完全版（全15巻）
2006年から2007年まで全15巻が発売された。2巻を除き、初版限定付録としてペンギン月報が付いている。ペンギン月報で鳥山は「Dr.スランプは、週刊連載ってこれほどまでにキツいのかと思い知らされた、連載のキツさってのが真っ先に浮かぶ作品」、「自分の漫画を読むのは昔から凄く嫌で、特にDr.スランプとか昔の作品は相当恥ずかしくて読めないけど、完全版のカバーイラストとかを描くためにチラチラ見直した」と語っている。現在は絶版。
- コンビニコミック（絶版）

2001年から2004年まで全15冊が発売された。
- 週刊少年ジャンプ特別編集 ドクタースランプ ほよよSPECIAL

1997年12月27日発売。テレビアニメ『ドクタースランプ』放送開始記念として発売。作者鳥山が選んだエピソードを収録。

## 特別編
『月刊少年ジャンプ』2007年4月号にて、鳥山が連載デビュー作『Dr.スランプ』復活作品として執筆した読み切り漫画『ドクター・スランプ2007特別編 Dr.MASHIRITO ABALEちゃん』が掲載された。漫画の前には、本作に出演したアニメ第1作のキャストである小山茉美、野沢那智、古川登志夫、佐藤正治、大竹宏、千葉繁のコメントが掲載されており、漫画の後には、アバレやマシリトJr.を含めた登場キャラクターの関係図や、今までのキャラメルマンシリーズの解説、鳥山による回答コーナーが掲載されている。
2007年3月3日には、『ONE PIECE エピソードオブアラバスタ 砂漠の王女と海賊たち』の上映前に、上記の漫画を原作とした5分のショートアニメ『Dr.SLUMP Dr.マシリト アバレちゃん』として同時上映された。「SLUMP THE BOX MOVIES」に映像特典として収録されている。アニメ第1作の最終回から約1年後を描いている。
SLUMP THE BOX MOVIESを発売元の集英社、フジテレビ、東映アニメーション、東映ビデオのいずれかでオンライン予約すると、『Dr.MASHIRITO ABALEちゃん』の扉絵のカラー原画を使用した「すぺさる 光学式対応マウスパッド」が貰えた。
ストーリー
地球征服を企んでいたDr.マシリトの息子・Dr.マシリトJr.が、父がキャラメルマン4号（オボッチャマン）製作時に使ったアラレのX線写真で、アラレに似たアンドロイド・アバレ（ABARE）ことキャラメルマン23号を作り、アラレたちを倒そうとする。
声の出演
- 則巻アラレ、アバレちゃん：小山茉美
- ガッちゃん：西原久美子
- ニコチャン大王：大竹宏
- ニコチャン家来：千葉繁
- パゴス：佐藤正治
- 空豆タロウ：古川登志夫
- 宇宙人：高木渉
- 司令官：竹本英史
- Dr.マシリトJr：野沢那智

スタッフ
- 原作：鳥山明（集英社 ジャンプ・コミックス刊）
- 製作：Dr.スランプ アラレちゃん DVD-BOX製作委員会、集英社、フジテレビジョン、東映アニメーション
- 企画：梅澤淳稔、浅間陽介
- 製作担当：風間厚徳
- 作画監督：山室直儀
- 美術監督：秋山健太郎
- 色指定：小日置知子
- デジタル特殊効果：太田直
- デジタル撮影監督：高橋基
- 編集：後藤正浩
- 録音：阿部智佳子
- 音響効果：新井秀徳（フィズサウンド）
- 選曲：神保直史（AUDIO・タナカ）
- 記録：小牧文
- 録音スタジオ：タバック、東京テレビセンター
- タイトルロゴ：シマダヒデアキ(L.S.D)
- 協力プロダクション：山室作画スタジオ、TOEI ANIMATION PHILS.INC、かぐら、東映ラボ・テック、青二プロダクション
- 監督：長峯達也

## 他作家によるDr.スランプ
小説版
小説!? Dr.スランプ
著者：辻真先、原案：鳥山明、集英社コバルト文庫にて1981年7月15日初版発行。ISBN 4-08-610432-6
小説!? Dr.スランプの逆襲
著者：辻真先、原案：鳥山明、集英社コバルト文庫にて1982年4月15日初版発行。ISBN 4-08-610488-1
Dr.スランプ アラレちゃん
著者：鳥山明、小山高生、中鶴勝祥。ジャンプ ジェイ ブックスにて1994年4月30日初版発行。ISBN 4-08-703021-0

ちょっとだけかえってきた Dr.SLUMP
『Vジャンプ』で、1993年2月21日号から1996年9月号まで連載された。作者の鳥山は監修、脚本は小山高生、絵は中鶴勝祥が担当した。それに合わせて、ベースにした作品、それを原作とする劇場作品が1993年の春と1994年の春と夏の東映アニメフェアで全3作が公開された。